# まちぶせ
「まちぶせ」は、荒井由実が作詞・作曲した楽曲。編曲は松任谷正隆による。三木聖子への提供曲として作られ、1976年にシングルが発売された。のち、1981年に石川ひとみのカバーシングルが発売され、石川の最大のヒット曲となった。さらに、松任谷由実本人によるセルフカバーシングルが1996年に発売されており、他にも多くの歌手によって歌われている。

## 背景
「三木聖子の実体験を元にユーミンが歌詞を書いた」と言われている。後に石川ひとみも、「自分にも同じ体験があり歌詞が素直に入ってきた」と述べている。荒井由実（松任谷由実）はフランソワーズ・アルディのファンで、「私のフランソワーズ」という楽曲もあるが、この「まちぶせ」は、フランソワーズ・アルディの「さよならを教えて」から翻案された曲。

## 三木聖子のシングル
三木聖子のデビュー・シングルとして1976年に発売された。アレンジを担当した松任谷正隆は「当時の日本の音楽業界って85%が歌謡曲だったような時代ですから、そこに新たなサウンドの広がりみたいなのを必要とされて、彼女（ユーミン）のところに曲の依頼がきたんじゃないでしょうか。」と語っているが、彼自身は元々ユーミンの歌謡曲らしくない作風が好みだったので、この歌謡曲風な「まちぶせ」が気に入らず、「メロディに大分抵抗してアレンジしたような気がします。いろいろ被せてしまえ、みたいな（笑）」とアレンジを振り返っている。一方、詞に関しては「ストーカーの歌ですよね（笑）。メロディはともかく、詞は彼女でなければ書けない世界」と高く評価もしている。

### 収録曲
- Side A：まちぶせ
作詞・作曲：荒井由実、編曲：松任谷正隆
2014年の映画『海を感じる時』（監督：安藤尋）では、原作である中沢けいの小説での「ロマンス」（岩崎宏美）と差し替えられる形で使用されている。
- Side B：少しだけ片想い
作詞・作曲：荒井由実、編曲：瀬尾一三
こちらはカバーで、原曲は荒井由実のアルバム『COBALT HOUR』に収録されている。

### 参加ミュージシャン
- ドラム：田中清司
- ベース：後藤次利
- エレキギター：松原正樹
- アコースティックギター：吉川忠英
- キーボード：松任谷正隆
- パーカッション：斉藤ノブ
- コーラス：シンガーズ・スリー,ザ・ムギフミ

## 石川ひとみのシングル
石川ひとみによる「まちぶせ」は、1981年4月21日に11枚目のシングルとして発売された。また、同年10月に発売された次作のシングル「三枚の写真」も三木聖子のカバーである。
オリコンチャートで石川のシングルでは唯一10位以内にランクし（最高6位・同年年間ランキング33位）、またTBSテレビ『ザ・ベストテン』でもランクインした（最高3位・9週連続ベストテン入り、ザ・ベストテン同年年間ランキング21位）。さらに同年大晦日の『NHK紅白歌合戦』にもこの曲で初出場を果たした。

### 収録曲
1. まちぶせ（3分36秒）
作詞・作曲：荒井由実／編曲：松任谷正隆
2. 懐かしきリフレイン（3分32秒）
作詞：山上路夫／作曲：浜田金吾／編曲：渡辺茂樹

### 「まちぶせ」までの石川ひとみ
NHK人形劇『プリンプリン物語』の主役としての活躍やバラエティー系テレビ番組出演はあったものの、1978年のデビュー以来、歌手としての石川ひとみは鳴かず飛ばずであった。「まちぶせ」までに10枚のシングルを発売しているが、オリコンでの最高位は2枚目「くるみ割り人形」の42位であり、うち3枚は100位以内へのランキング入りすらしなかった。そのため本人も、今後について考え悩んでいたという。
三木聖子のカバーのこの歌をシングルとして歌うことになったときには、「この歌だったら、これが私の歌手生活のピリオドになっても悔いはないな」と思ったという。高校卒業の18歳で上京・デビューする際、（高校の同級生が大学を卒業する）4年をメドとするという約束で両親を説得し、本人も「最低4年は頑張ろう」と考えていたその4年目にあたり、また「まちぶせ」までのシングル10枚で満足する結果を出せなかったことで、「この曲で歌手としては一区切りつけるつもりだった」と述べている。

### シングル制作の経緯
ディレクターの長岡和弘は、前作「夢番地一丁目」でのノスタルジックなサウンドの完成度に自信を持ち、次のシングルとして同じ路線上にある「懐かしきリフレイン」を制作した。ところが、綿密なディレクションにもかかわらず、完成したトラックはシングル曲としてのインパクトが弱く感じられ、採用を躊躇してしまう（結局「まちぶせ」のB面に収録される）。
打開策を模索すべく、過去にキャニオンから発売されたアイドルのシングルを研究する中で、石川と同じ事務所に所属していた三木のシングル曲「まちぶせ」のカバーを発案した。デビュー前に在籍した東京音楽学院名古屋校で、講師から本曲を課題曲として与えられ毎日歌っていたという石川は、仮歌を録音時に「この歌大好きだったんですよー、これシングルになりませんかねぇ」と発言し、いつになく積極的な石川の発言に自信を深めた長岡は、シングル発売を本格的に進めた。
過去に小ヒットに終わった楽曲のカバーについて、社内の制作会議など周囲から多くの反対意見を受けたものの、各方面への度重なる説得を経て、発売にこぎつけた。
三木の時と同じくアレンジは松任谷正隆が担当し、「前回と同じようにやりたい」とのディレクターの要望から、同様のアレンジが組まれた。歌入れ時の様子を石川は、「詞の内容が自分の経験そのままで思い入れは強かったです。録音中もなんか違うんですよ、背中のあたりが。その感覚は後にも先にもこのときだけでしたね」と後に語っている。

### チャート成績
ランキングが上がり出したのは、発売後2か月以上経ってからのことだった。じわじわとランキングが上昇し、8月3日付けでようやくオリコントップテン入り（9位）を果たす。その間、7月21日には本曲をタイトル曲としたアルバム『まちぶせ』が発売され、石川のオリジナル・アルバムでは最大のセールスを記録している。シングルはその後最高位6位を記録し、11月に入ってからもランクインを続け、3～4か月おきにシングルカットする当時のアイドルの曲としては異例のロングヒットとなった。
TBSの歌番組『ザ・ベストテン』に本曲が初登場したのは、シングル発売から3か月後の7月16日放送「今週のスポットライト」（22位）であった。その後8月6日にベストテン入りし、8月27日と9月10日に最高位3位を記録した。ベストテン入り合計9週、1981年年間ランキング21位であった。
本曲のヒットにより、石川ひとみは歌手として名を挙げ、『第32回NHK紅白歌合戦』初出場を果たす。当日は豪華な紫のドレスで「まちぶせ」を歌い、感激の涙を流した。歌い終えると駆け寄ってきた司会の黒柳徹子や先輩歌手たちに肩を抱かれて祝福された。
累計で70万枚以上を売り上げた。

## 荒井由実のセルフカバー・シングル
松任谷由実が再び荒井由実名義で発表した28枚目のシングルで、1996年7月15日に東芝EMIからリリースされた（TODT-3810）。三木、石川の時と同じく松任谷正隆がアレンジを担当したが、前2作とは異なり、レゲエ風のアレンジになっている。28枚目のオリジナルアルバム『Cowgirl Dreamin'』に、album versionを収録している。
元々東芝EMIの若年スタッフがダメ元で企画した「荒井由実コンサート」（1996年8月13日 - 15日）の一環として発表された。シングル発売の旨は「KATHMANDU PILGRIM」ツアーの最終日（1996年6月23日）に突然発表された。
本人曰く「あれは今までの活動サイクルを変える折り返しだった」。
1996年に日本テレビ系で放送された番組『TVおじゃマンボウ』のエンディングテーマに使用された。また同年の同系『第16回全国高等学校クイズ選手権』の推理クイズにて推理の手掛かりとして使用された。
オリコンチャートの登場週数は12週、チャート最高順位は週間5位、累計37.2万枚のセールスを記録した。

### 収録曲
1. まちぶせ (Single Version.) -I'll Make You Mine-[11]
2. まちぶせ（オリジナル・カラオケ）
作詞・作曲：荒井由実　編曲：松任谷正隆

### 参加ミュージシャン
- キーボード&プログラミング：松任谷正隆
- シンセサイザー・プログラミング&オペレーティング：山中雅文
- エレクトリック・ギター：松原正樹
- コーラス：松任谷由実

## その他のカバー
- まちぶせ
  - 國府田マリ子 - 1996年、シングル「私が天使だったらいいのに/まちぶせ」に収録
  - CHINEPHILE - 2003年、アルバム『KAYOMANIA』に収録（フランス語）
  - INSPi - 2005年、アルバム『インスピ・復刻盤2』に収録
  - CHiYO - 2006年、アルバム『名曲集』に収録
  - 徳永英明 - 2007年、カバーアルバム『VOCALIST 3』に収録
  - 井上昌己 - 2009年、アルバム『the covers of my color』に収録
  - 豊崎愛生 - 2009年、アルバム『オトギソングス BEST10』に収録
  - ジャネット・ケイ - 2012年、アルバム『アイドルKAY』に収録
  - なゆ - 2012年、シングル『Zero-Shaft Princess Vocal Collection 03』に収録
  - Tiara - 2014年、アルバム『Lady 〜Tiara Love Song Covers〜』に収録
  - ハピドル - 2014年、シングル『あの頃のヒットソングを アイドルが歌ってみたら みんな元気になった!』に収録
  - 畑中葉子 - 2014年、アルバム『後から前からBOX』に収録
  - 宇野美香子 - 2015年、アルバム『宇野美香子 〜昭和ポップスを歌う』に収録
  - JUJU - 2016年、カバーアルバム『スナックJUJU 〜夜のRequest〜』に収録
  - 桑田佳祐 - 2019年、ライブDVD『平成三十年度! 第三回ひとり紅白歌合戦』に収録
  - アサヒ - 2020年、DVD/Blu-ray『Little Glee Monster 5th Celebration Tour 2019 ～MONSTER GROOVE PARTY～』に収録
  - 上白石萌音 - 2021年、カバーアルバム『あの歌』に収録
  - 宮本浩次 - 2022年、カバーアルバム『秋の日に』に収録